# 云雨增六
云雨增六，即双鱼座16（16 Psc）是双鱼座的一个分光双星系统，视星等为+5.709，距离地球约101光年。